# 南方泡桐
南方泡桐（学名：Paulownia taiwaniana），原名 T. Gong，属泡桐科，是台湾的原生树种之一。其木质优良，常被用在制作家具；樹皮、葉及花可供藥用。花大美麗也具香氣，很適合作園景樹。可在春季通过扦插、分根法繁殖。
乔木，树冠伞状，枝下高达5米，枝条开展。叶片卵状心脏形，全缘或浅波状而有角，顶端锐尖头，下面密生粘毛或星状绒毛。花序枝宽大，其侧枝长超过中央主枝之半，故花序成宽圆锥形，长达80厘米，小聚伞花序有短总花梗，仅位于花序顶端的小聚伞有极短而不明显的总花梗；萼在开花后部分脱毛或不脱毛，浅裂达1/3至2/5；花冠紫色，腹部稍带白色并有两条明显纵褶，长5-7厘米，管状钟形，檐部2唇形。果实椭圆形，长约4厘米，幼时具星状毛，果皮厚可达2毫米。花期3-4月，果期7-8月。
分布于臺灣、浙江、福建、湖南、广东。
本种介于台湾泡桐和白花泡桐之间，和台湾泡桐区别在于其小聚伞花序有短总花梗，花较大，花冠管状钟形，长5-7厘米，花萼浅裂，果实长约4厘米，椭圆形。和白花泡桐区别在于后者花序狭长几成圆柱形，小聚伞花序的总花梗较长，花冠长8-12厘米，腹部无明显纵褶，果实长圆形或长圆状椭圆形，长6-10厘米。